# .38 ACP
.38 ACP ali .38 Auto je pištolski naboj, ki ga je razvil John Moses Browning leta 1900. Prvič je bil uporabljen v pištoli Colt M1900.
Tega naboja ne smemo zamenjati s šibkejšim nabojem .380 ACP (9 x 17 mm), prav tako pa ne z modernim nabojem 9 x 23 Winchester. Naboj ima sicer iste dimenzije kot sodoben naboj .38 Super, vendar ima slednji veliko močnejše smodniško polnjenje in ga je zaradi tega nevarno uporabljati v starih pištolah, izdelanih za naboj .38 ACP.
Naboj uporablja malo pištolsko netilko, danes pa je naboj že zastarel in se ga ne izdeluje več.

## Pištole izdelane za naboj .38 ACP
- Colt M1900
- Colt M1902
- Colt M1903 Pocket Hammer
- Star Model AS